# 4302 Markeev
4302 Markeev eller 1968 HP är en asteroid i huvudbältet som upptäcktes den 22 april 1968 av den ryska astronomen Tamara Smirnova vid Krims astrofysiska observatorium på Krim. Den har fått sitt namn efter Anatolij Markeev.
Asteroiden har en diameter på ungefär 7 kilometer.